# Šindelná hora
Šindelná hora (historyczna nazwa niem. Schindl Kamp, cz. Střecha) – szczyt (góra) o wysokości 1126 m n.p.m. (podawana jest też wysokość 1125 m n.p.m. , 1124,2 m n.p.m. , 1123 m n.p.m.  lub 1123,0 m n.p.m. ) w paśmie górskim Wysokiego Jesionika (cz. Hrubý Jeseník), w północno-wschodnich Czechach, w Sudetach Wschodnich, na Morawach, w obrębie gminy Loučná nad Desnou, oddalony o około 8,6 km na północny zachód od szczytu góry Pradziad (cz. Praděd). Rozległość góry (powierzchnia stoków) szacowana jest na około 3,3 km², a średnie nachylenie wszystkich stoków wynosi około 17°.

## Charakterystyka

### Lokalizacja

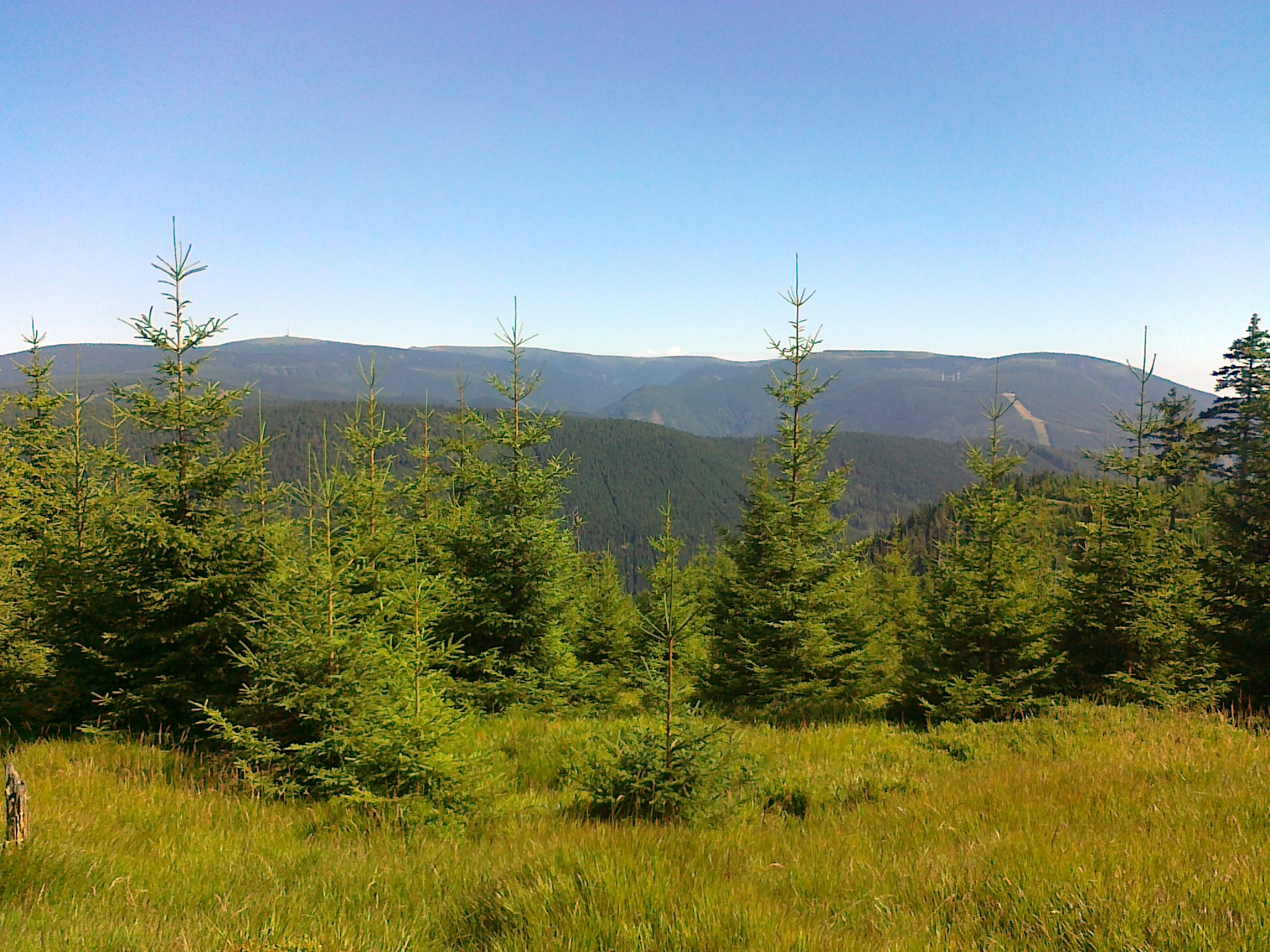
Widok ze stoku góry Spálený vrch na szczyty: Malý Děd, Pradziad, Petrovy kameny, Vysoká hole, Kamzičník, Velký Máj, Dlouhé stráně i Mravenečník, poniżej grzbiet ze szczytami: Šindelná hora, Šindelná hora–JZ i Suchá hora (2017 rok)

Góra Šindelná hora położona jest w północno-zachodnim rejonie całego pasma Wysokiego Jesionika, leżąca w części Wysokiego Jesionika, we wschodnim obszarze (mikroregionu) o nazwie Masyw Keprníka (cz. Keprnická hornatina), a jednocześnie przy granicy z sąsiednim mikroregionem o nazwie Masyw Pradziada (cz. Pradědská hornatina), na bocznym odgałęzieniu w łańcuchu szczytów (Šindelná hora → Šindelná hora–JZ → Suchá hora) grzbietu głównego, ciągnącego się od przełęczy Červenohorské sedlo do przełęczy Ramzovskiej (cz. Ramzovské sedlo). Charakterystyczną cechą góry jest jej niemalże płaski, około 2 km długości łukowaty grzbiet szczytowy, ciągnący się na kierunku południe – północny wschód. Jest górą słabo rozpoznawalną, a szczególnie jej szczyt, który na tle niemal płaskiego grzbietu jest trudno zlokalizować i umiejscowić. Pewną wskazówką jest jej lokalizacja w pobliżu przełęczy Červenohorské sedlo i przebiegającej przez tę przełęcz drogi krajowej nr 44 Jesionik (cz. Jeseník) – Šumperk. Utrudnieniem w identyfikacji może być słabo wykształcona jej kopuła szczytowa. Stosunkowo dobrze widoczna ze stoków sąsiednich gór, takich jak np. Klínová hora czy też Černá stráň. Jest szczytem trudno rozpoznawalnym i słabo widocznym m.in. z drogi okalającej połać szczytową góry Pradziad (szczyt widoczny pomiędzy szczytami Černá stráň i Vozka, nieco na lewo poniżej linii patrzenia na szczyt Spálený vrch), a z innego charakterystycznego punktu widokowego – z drogi okalającej szczyt góry Dlouhé stráně – widoczny poniżej linii patrzenia pomiędzy szczytami Vozka i Keprník. 
Górę ograniczają: od północnego wschodu przełęcz o wysokości 1109 m n.p.m. w kierunku szczytu Červená hora, od południowego wschodu dolina potoku o nazwie Divoký potok, płynącego częściowo w żlebie Koutský žleb, od południa przełęcz o wysokości 1016 m n.p.m. w kierunku szczytu Suchá hora oraz od południowego zachodu i zachodu dolina potoku Hučivá Desná. W otoczeniu góry znajdują się następujące szczyty: od północy Červená hora, od północnego wschodu Červená hora–V, Jeřáb i Velký Klín, od wschodu Velký Klín–JZ, od południowego wschodu Skalky u Červenohorského sedla, Skalky u Červenohorského sedla–JZ, Velký Klínovec, Hřbety, Hřbety–JZ i Medvědí hora, od południowego zachodu Suchá hora, Jelení skok, Jelení skalka, Ucháč–SV, Tři kameny i Černá stráň, od zachodu Černá stráň–SV oraz od północnego zachodu Černá stráň–S, Klínová hora, Spálený vrch–SV, Spálený vrch i Keprník–JV.

### Stoki
W obrębie góry można wyróżnić pięć następujących zasadniczych stoków:
- południowo-wschodni
- południowy
- południowo-zachodni
- zachodni
- północno-zachodni

Występują tu wszystkie typy zalesienia: bór świerkowy, las mieszany oraz las liściasty, przy czym zdecydowanie dominuje zalesienie borem świerkowym. Stoki pokryte są w większości borem świerkowym, natomiast wraz z obniżaniem wysokości na wszystkich stokach pojawiają się obszary pokryte lasem mieszanym oraz – poza stokiem południowo-wschodnim – obszary pokryte lasem liściastym. Niemalże wszystkie stoki charakteryzują się znaczną zmiennością wysokości zalesienia, z występującymi przerzedzeniami, polanami, pasmowymi przecinkami oraz nieznacznymi ogołoceniami. Na stokach południowo-zachodnim i południowym występują grupy skalne, w tym w odległości około 1 km na południe od szczytu głównego, na stoku południowym, na wysokości około 930 m n.p.m. grupa skalna o nazwie (cz. Skalky u Vodní cesty). 
Stoki mają stosunkowo jednolite i zróżnicowane nachylenia. Średnie nachylenie stoków waha się bowiem od 13° (stok południowy) do 24° (stok zachodni). Średnie nachylenie wszystkich stoków góry (średnia ważona nachyleń stoków) wynosi około 17°. Maksymalne średnie nachylenie stoku południowego, na wysokościach około 870 m n.p.m., niedaleko grupy skalnej Skalky u Vodní cesty na odcinku 50 m nie przekracza 45°. Stoki pokryte są siecią dróg oraz na ogół nieoznakowanych ścieżek i duktów. Przemierzając je zaleca się korzystanie ze szczegółowych map, z uwagi na zawiłości ich przebiegu, zalesienie oraz zorientowanie w terenie.

### Szczyt główny

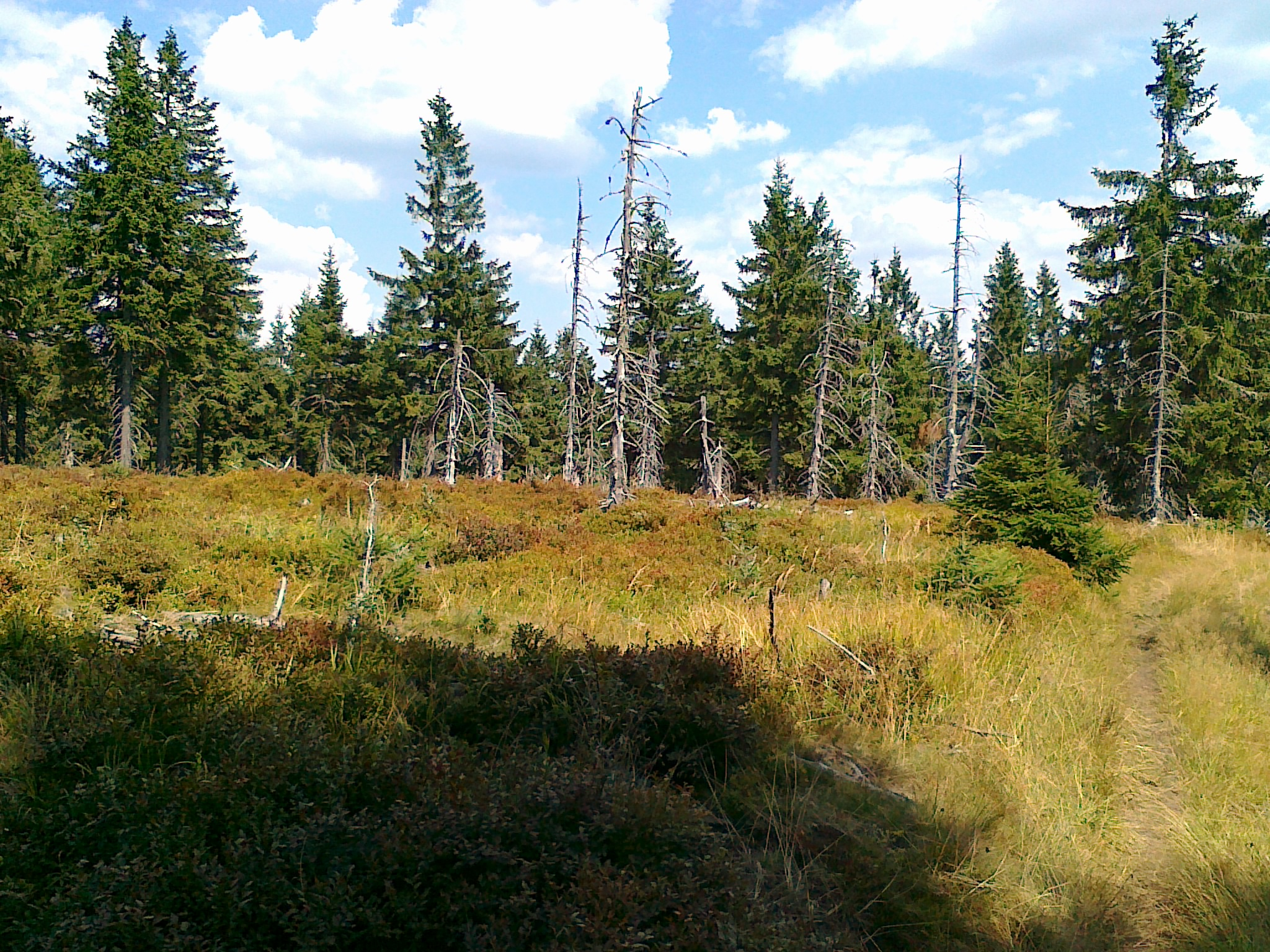
Połać szczytowa góry Šindelná hora (2018 rok)

Na szczyt nie prowadzi żaden szlak turystyczny. Przez połać szczytową przechodzi grzbietowa droga główna, biegnąca od zielonego szlaku turystycznego , a następnie jako ścieżka do szczytu drugorzędnego Šindelná hora–JZ i dalej do szczytu Suchá hora. Szczyt znajduje się na skraju niewielkiej polany, wśród zalesienia boru świerkowego, pokryty trawą wysokogórską oraz bardzo popularną rośliną występującą niemalże na całym obszarze gór Wysokiego Jesionika, a mianowicie borówką czarną. Ponadto na połaci szczytowej występują spróchniałe, martwe kikuty drzew. Z uwagi na zalesienie połać szczytowa nie jest punktem widokowym. Na połaci szczytowej znajdują się dwa punkty geodezyjne, oznaczone na mapach geodezyjnych numerami (3.) i (3.2), z widocznymi koło nich zamontowanymi stalowymi słupkami, pomalowanymi na przemian w poziome pasy białe i granatowe, ostrzegającymi przed ich zniszczeniem z tabliczkami, z napisem Státní triangulace Poškození se trestá . Państwowy urząd geodezyjny o nazwie (cz. Český úřad zeměměřický a katastrální (CÚZK)) w Pradze podaje jako najwyższy punkt góry – szczyt – o wysokości 1125,6 m n.p.m. i współrzędnych geograficznych (50°07′41,5″N 17°07′55,1″E/50,128194 17,131972). 
Dojście do szczytu następuje z zielonego szlaku turystycznego  oraz skrzyżowania turystycznego o nazwie (cz. Pod Šindelnou), z podaną na tablicy informacyjnej wysokością 1050 m, od którego należy przejść (idąc w stronę skrzyżowania turystycznego (cz. Nad Šindelným potokem)) odcinek o długości około 530 m, dochodząc do kolejnego skrzyżowania, od którego należy skręcić w lewo w nieoznakowaną drogę, którą należy przejść odcinek o długości około 400 m, dochodząc w ten sposób do połaci szczytowej .

### Szczyty drugorzędne

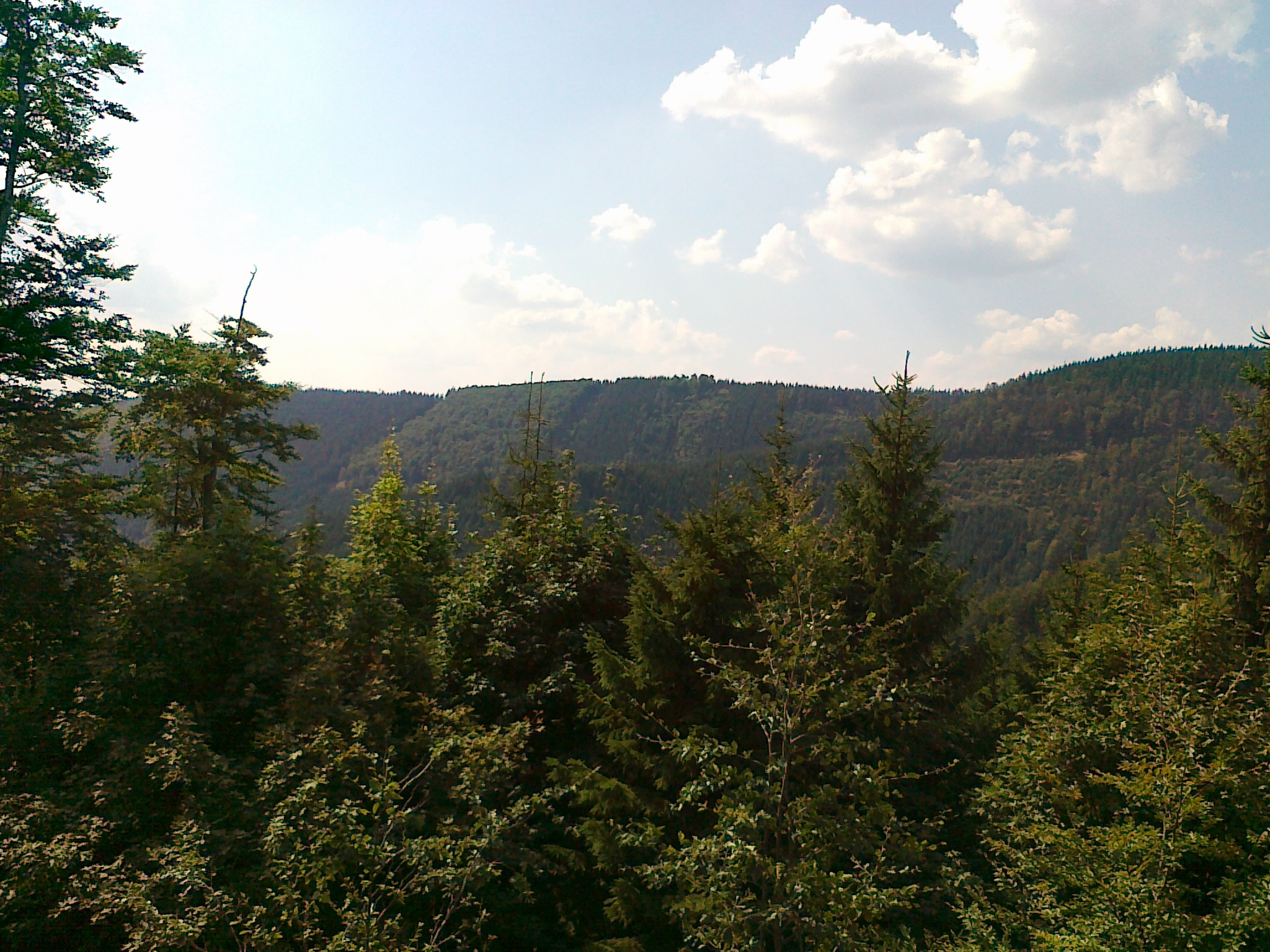
Widok z drogi nr na szczyt góry Šindelná hora–JZ (2018 rok)

Šindelná hora jest górą o potrójnym szczycie. W całym masywie góry, poza szczytem głównym można wyróżnić dwa drugorzędne szczyty. 
| Szczyty drugorzędne góry Šindelná hora |                  |                   |                                 |                                               |  |
| Lp.                                    | Szczyt           | Wysokość m n.p.m. | Odległość od szczytu głównego m | Współrzędne geograficzne                      |  |
| 1                                      | Šindelná hora–JZ | 1057              | 980 na południowy zachód        | 50°07′12,4″N 17°07′35,4″E/50,120111 17,126500 |  |
| 2                                      | Šindelná hora–J  | 959               | 1040 na południe                | 50°07′08,6″N 17°08′06,1″E/50,119056 17,135028 |  |

### Punkty geodezyjne

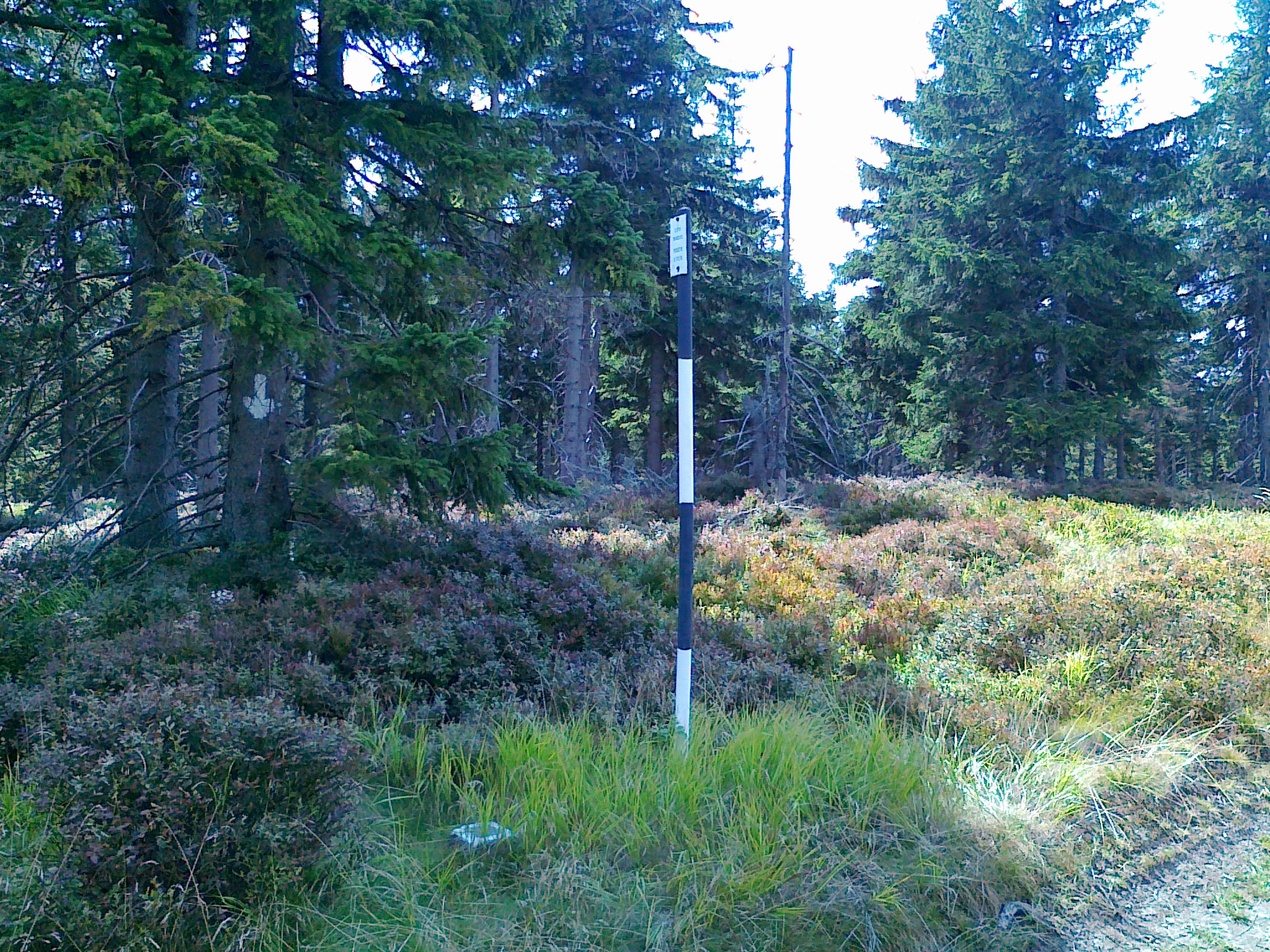
Punkt geodezyjny nr (3.2) na połaci szczytowej góry Šindelná hora (2018 rok)

| Punkty geodezyjne góry Šindelná hora |                  |                   |                                 |                                                 |
| Lp.                                  | Punkt geodezyjny | Wysokość m n.p.m. | Odległość od szczytu głównego m | Współrzędne geograficzne                        |
| 1                                    | 3                | 1123,01           | 61 na południowy zachód         | 50°07′39,57″N 17°07′54,21″E/50,127658 17,131725 |
| 2                                    | 3.2              | 1124,21           | 46 na południowy wschód         | 50°07′40,49″N 17°07′56,85″E/50,127914 17,132458 |
| 3                                    | 13.1             | 1022,88           | 1350 na południowy zachód       | 50°07′00,88″N 17°07′30,21″E/50,116911 17,125058 |
| 4                                    | 13.2             | 1030,25           | 1290 na południowy zachód       | 50°07′03,02″N 17°07′30,71″E/50,117506 17,125197 |

### Geologia
Pod względem geologicznym góra Šindelná hora należy do jednostki określanej jako warstwy vrbneńskie i zbudowana jest ze skał metamorficznych, głównie: gnejsów, fyllitów (amfibolitów, biotytów, muskowitów), erlanów, porfiroidów, łupków metamorficznych z domieszką grafitu czy łupków zieleńcowych, kwarcytów oraz skał magmowych, głównie metadacytów. Ponadto miejscowo stwierdzono występowanie kamieni szlachetnych, takich jak: staurolit, andaluzyt, granat czy sillimanit.

### Wody
Grzbiet główny (grzebień) góry Pradziad, biegnący od przełęczy Skřítek do przełęczy Červenohorské sedlo oraz dalej do przełęczy Ramzovskiej (cz. Ramzovské sedlo) jest częścią granicy Wielkiego Europejskiego Działu Wodnego, dzielącej zlewiska Morza Bałtyckiego i Morza Czarnego . 
Szczyt wraz ze stokami góry Šindelná hora położony jest na południowy zachód od tej granicy, należy więc do zlewni Morza Czarnego, do którego płyną wody m.in. z dorzecza Dunaju, będącego przedłużeniem płynących z tej części Wysokiego Jesionika górskich potoków (m.in. płynących w pobliżu góry potoków Hučivá Desná czy Divoký potok). Ze stoków bierze swój początek kilka nienazwanych potoków, będących dopływami wspomnianych wcześniej potoków Hučivá Desná i Divoký potok. W odległości około 440 m na południowy wschód od szczytu, przy zielonym szlaku turystycznym , na wysokości około 1030 m n.p.m. występuje nienazwane źródło (cz. Pramen bez jména). Ponadto na potoku Divoký potok, w odległości około 800 m na południowy wschód od szczytu, na wysokości około 845 m znajduje się wodospad o nazwie (cz. Vodopád Divokého potoka), który ma wysokość około 10 m, z kilkoma kaskadami.

## Ochrona przyrody
Cała góra znajduje się w obrębie wydzielonego obszaru objętego ochroną o nazwie Obszar Chronionego Krajobrazu Jesioniki (cz. Chráněná krajinná oblast (CHKO) Jeseníky), a utworzonego w celu ochrony utworów skalnych, ziemnych i roślinnych oraz rzadkich gatunków zwierząt. Na stokach nie utworzono żadnych rezerwatów przyrody lub innych obiektów nazwanych pomnikami przyrody. Ponadto na obszarze góry nie wytyczono żadnych ścieżek dydaktycznych.

## Turystyka
W obrębie góry nie ma żadnego schroniska czy hotelu górskiego. Do bazy turystycznej z hotelem Červenohorské Sedlo i pensjonatami, położonymi na przełęczy Červenohorské sedlo jest od szczytu około 1,6 km w kierunku wschodnim. Do najbliższej osady Kouty nad Desnou z bazą hoteli i pensjonatów jest od szczytu około 3,5 km w kierunku południowo-zachodnim. Ponadto do osady Filipovice ze znajdującym się w niej hotelem (cz. Stará pošta) i bazą pensjonatów jest od szczytu około 4,3 km w kierunku północno-wschodnim.
Na stoku południowo-zachodnim, w odległości około 830 m na południowy zachód od szczytu, na wysokości około 950 m n.p.m., przy zielonym szlaku rowerowym , położona jest chata o nazwie Diana, mająca współrzędne geograficzne (50°07′22,7″N 17°07′25,6″E/50,122972 17,123778), ale nie ma ona charakteru typowego schroniska turystycznego, a którą zalicza się do tzw. chat łowieckich.
Kluczowym punktem turystycznym jest oddalone o około 2,4 km na południowy zachód od szczytu głównego skrzyżowanie turystyczne (cz. Suchostránská cesta) z podaną na tablicy informacyjnej wysokością 775 m, przez które przechodzi wytyczony przez górę szlak turystyczny, szlak rowerowy i trasa narciarstwa biegowego.

### Szlaki turystyczne, rowerowe i trasy narciarskie
Klub Czeskich Turystów (cz. Klub Českých Turistů) wytyczył w obrębie góry jeden szlak turystyczny na trasie:
 Kouty nad Desnou – Suchá hora – góra Šindelná hora–JZ – góra Šindelná hora – góra Červená hora – źródło Vřesová studánka – Kamenné okno – szczyt Točník – Bělá pod Pradědem
Przez górę wyznaczono jedyny szlak rowerowy na trasie:
 Přemyslov – góra Černá stráň – dolina potoku Hučivá Desná – góra Spálený vrch – góra Červená hora – góra Šindelná hora – Suchá hora – Kouty nad Desnou – góra Hřbety – góra Nad Petrovkou – Petrovka
W obrębie góry nie wytyczono żadnej trasy narciarstwa zjazdowego. W okresach ośnieżenia na stokach góry Šindelná hora można skorzystać z jedynej wytyczonej trasy narciarstwa biegowego:
 Kouty nad Desnou – Suchá hora – góra Šindelná hora–JZ – góra Šindelná hora – przełęcz Červenohorské sedlo